# Estrela de Almeida
La Estrela de Almeida o Fortaleza de Almeida es una construcción situada dentro de la villa Almeida, originalmente construida como una fortaleza. Formó parte del Reino de León, hasta que a finales del siglo XIII pasó a ser parte de Portugal. Es una de las fortalezas y castillos que forman parte de La Raya

## Historia
La información sobre la construcción la fortaleza principal de la meseta es escasa y no hay un registro que indique el año de edificación, pero se sabe que el castillo fue construido por musulmanes en la meseta.
La fortaleza sería tomada por el Reino de León durante la Reconquista cristiana, y a pesar de varias incursiones musulmanas y portuguesas se mantendrá como parte del reino, hasta que a finales del siglo XIII pasaría a ser parte de Portugal, gracias al Tratado de Alcañices.
La construcción recibió mejoras y fue transformada en una plaza de armas en  el siglo XVII durante la Guerra de Restauración Portuguesa, gracias a que tenía una ubicación y una condición estratégica para la frontera. Más adelante fue añadida la estructura con forma hexagonal con puntas de estrella la cual cubre la meseta y que caracteriza a la fortaleza.
En la guerra de la Independencia española  en 1810, la fortaleza sufrió varios daños en su estructura, a causa de una explosión, la cual además de esto, dejó a 500 muertos y permitió que los Franceses tomaran Almeida. Sin embargo, el pueblo y la fortaleza fueron recuperados alrededor de un año después por las tropas inglesas, lideradas por Arthur Wellesley., y posteriormente fue reconstruido.

### Usos
A favor de su posición y su formación geográfica, estando ubicada en una meseta el lugar siempre fue de gran utilidad a nivel militar para defender la frontera de incursiones enemigas, para sus regentes.  

### Actualidad
Desde el 3 de febrero de 1928 la fortaleza es considerada como Monumento Nacional. Y el pueblo de Almeida es considerado como una de las Aldeas Históricas de Portugal.
Buena parte de la Fortaleza se conserva, en especial sus seis baluartes; también otras edificaciones como el Cuartel General de la Escuadra, los cimientos del castillo medieval, la Casa da Roda, entre otras. Las casamatas, galerías subterráneas que fueron construidas como protección militar, dieron lugar al Museo Histórico-Militar de Almeida desde 2009.